# Margherita Guidacci

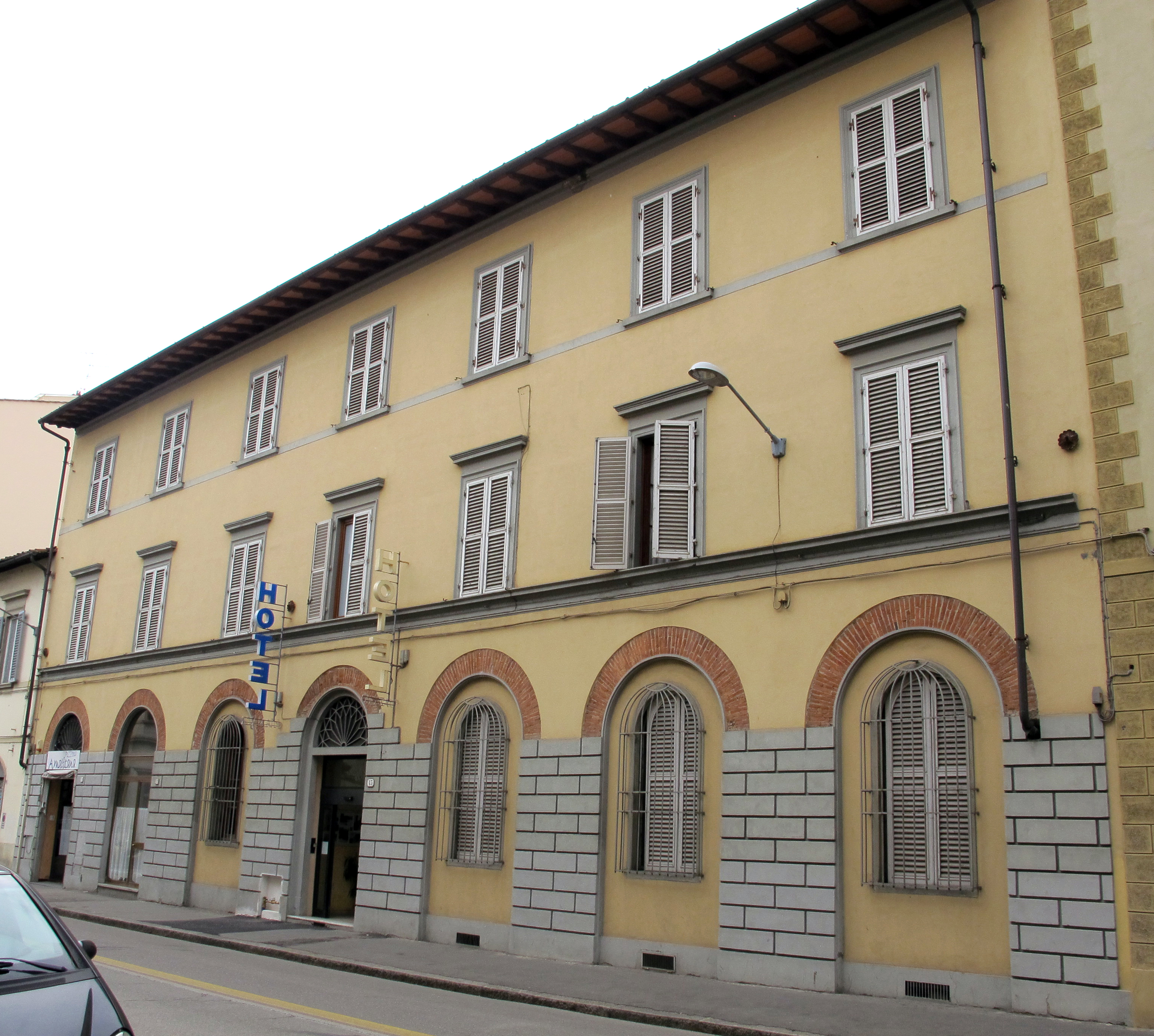
Casa donde vivió Margheria Guidacci.

Margherita Guidacci (Florencia, 1921 -  Roma, 1992) fue una poetisa, escritora y traductora italiana.

## Biografía
Su padre muere el año 1931, por una enfermedad, y su infancia tremendamente solitaria influenció su carácter, inclinado a la introspección y a la creatividad. Estudia Literatura en la Universidad de Florencia, y se titula con una tesis sobre la poesía de Ungaretti.
En 1946 publica su primer libro de poesía "La sabbia e l'angelo", que nace de la experiencia de la guerra, y se caracteriza por un sentido omnipresente de la muerte.
Traduce poetas y escritores de lengua inglesa, como John Donne, Emily Dickinson, Mark Twain, Oscar Wilde, Henry James, Joseph Conrad, Ezra Pound, T.S. Eliot, Elizabeth Bishop, etc.

## Obras (poesía y ensayos)
- La sabbia e l'angelo, Firenze, Vallecchi, 1946
- Epitaffi, Firenze, Vallecchi, 1946
- Morte del ricco. Un oratorio, Firenze, Vallecchi, 1954
- Giorno dei Santi, Milano, All'insegna del pesce d'oro, 1957
- Paglia e polvere, Cittadella veneta, Rebellato, 1961
- Poesie, Milano, Rizzoli, 1965
- Neurosuite, Vicenza, Neri Pozza, 1970
- Terra senza orologi, Milano, Trentadue, 1973
- Studi su Eliot, Milano, Istituto Propaganda Libreria, 1975
- Taccuino slavo, Vicenza, La Lacusta, 1976
- Il vuoto e le forme, Padova, Rebellato, 1977
- Studi su poeti e narratori americani, Cagliari, EDES, 1978
- L'altare di Isenheim, Milano, Rusconi, 1980
- L’orologio di Bologna, Firenze, Città di vita, 1981
- Storie di San Benedetto, tratte da uno scritto di San Gregorio Magno e dalla Regola di San Benedetto, riflesioni di M. Guidacci per i bambini, Torino, Marietti, 1981
- Inno alla gioia, Firenze, Centro internazionale del libro, 1983
- La Via Crucis dell’Umanità, 15 bassorilievi in bronzo di L. Rosito, commento poetico di Margherita Guidacci, Firenze, Città di vita, 1984
- La sabbia e l’angelo, Parigi, Obsidiane, 1986
- Una breve misura, s.l., Vecchio Faggio Editore, 1988
- Il buio e lo splendore, Milano, Garzanti, 1989
- Anelli nel tempo, Firenze, Città di vita, 1993
- Le poesie, a cura di M. Del Serra, Firenze, Le Lettere, 1999
- Il fuoco e la rosa : Quattro quartetti di Eliot e Studi su Eliot, a cura di Ilaria Rabatti, Pistoia, Petite plaisance, 2006

- Datos: Q1648973
- Multimedia: Margherita Guidacci / Q1648973